# Hansenium remocarpus
Hansenium remocarpus är en kräftdjursart som först beskrevs av Nordenstam 1946.  Hansenium remocarpus ingår i släktet Hansenium och familjen Stenetriidae.
Artens utbredningsområde är Seychellerna. Inga underarter finns listade i Catalogue of Life.